# Llamada selectiva digital

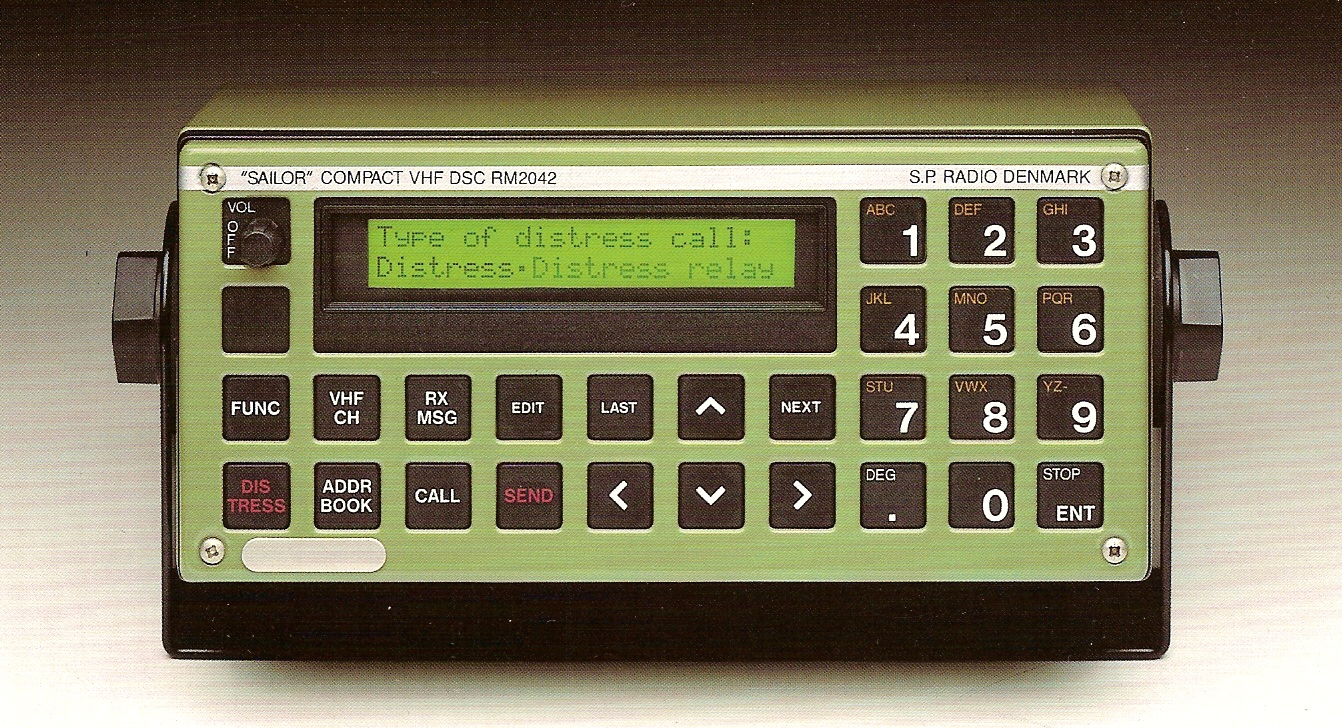
Aparato de DSC

La llamada selectiva digital o LSD (en Inglés DSC Digital Selective Calling) es una técnica de transmisión automática de llamadas por radio de frecuencias medias (MF), altas (HF) o muy altas (VHF) que, al contrario de la llamada selectiva por tonos, utiliza mensajes codificados en formato digital, es decir que no son verbales. La LSD permite llamar selectivamente a una estación de barco o una estación de tierra, o bien hacer una llamada colectiva a determinados buques/ estaciones costeras. Es una parte fundamental del Sistema mundial de socorro y seguridad marítimos (SMSSM, en inglés GMDSS) ya que con sólo un botón, puede lanzar una alerta de socorro automática a cualquier estación, incluyendo en el mensaje datos del buque como el MMSI o su posición global.

## Sistema
Este sistema emplea un código corrector de errores de 10-bit. Los primeros siete elementos del código contienen información y los tres últimos proporcionan la detección de errores de transmisión recepción. Los bits se diferencian mediante diferentes frecuencias (FSK): en MF/ HF se utilizan dos tonos diferenciados +/-170 Hz de la portadora, con una velocidad de transmisión de 100 baudios, mientras que en VHF se utilizan tonos de 1300 y 2100 Hz (el estándar utilizado es el ITU-R M.493, revisión 14, de la Unión Internacional de Telecomunicaciones) La velocidad de transmisión en VHF es de 1200 bits por segundo, ya que cada carácter se transmite dos veces con una extensión en el tiempo de 33,33 ms.
Los radios VHF equipados con DSC mantienen escucha permanente en el canal 70. En MF/ HF hay diferentes bandas estandarizadas para DSC, aunque mínimamente se monitorean las frecuencias 2187.5 kHz y 8414.5 kHz más un canal adicional.
Cada barco cuenta con un MMSI único grabado en la memoria ROM del aparato. El MMSI incorpora los tres dígitos del MID que determina el país. El MMSI es enviado en el mensaje codificado en 5 caracteres, cada 2 dígitos forma un carácter, al noveno dígito se agrupa con un cero para formar el carácter.
ej: MID X4X5X6X7X8X9 → (M,I) (D, X4)(X5,X6)(X7,X8)(X9,0)
Además del MMSI se dispone de la posición geográfica y pertenencia o no a un grupo determinado. El mensaje recibido lee el número MMSI, la ubicación y el grupo, lo que posibilita activar o no el equipo receptor, dar la alarma, etc.
Las organizaciones de la Búsqueda y Rescate pueden advertir mediante DSC a todos los buques que operan dentro de un área geográfica determinada. Las unidades de búsqueda y salvamento también puede enviar sus mensajes a un área geográfica. Los buques equipados con DSC, también pueden hacerlo.
Es posible llamar de una sola vez a un grupo de estaciones costeras dependientes de la misma administración y que se encuentran en una única área geográfica. Esto es posible ya que el MMSI se forma de manera idéntica para las estaciones costeras. Todas las estaciones de costa empieza por 00, después viene tres dígitos del país y luego cuatro dígitos propios de cada estación
Ejemplo:
- estaciones costeras de Francia: 00 227 0000
- estaciones costeras de España: 00 224 0000

## Categorías de los aparatos
Existe varios tipos de aparatos con DSC:
Clase A
La dispositivos de Clase A son totalmente compatibles con las especificaciones del SMSSM.
Clase B
Los dispositivos de Clase B cumple los requisitos mínimos del SMSSM, que permiten:
- La alerta, la recepción y retransmisión de socorro;
- La llamada y el acuse de recibo de comunicaciones estándar (o general);
- El servicio de llamadas semiautomático y automático (correspondencia pública)

Clase C
Solo puede emitir señales de socorro, no recibir. Fueron reemplazados por los de clase F.
Clase D
Son idénticos a los dispositivos de Clase B, pero sin acceso al servicio de forma automática.
Clase F
No cumplen con el SMSSM, no puede llamar a estaciones individuales. Solo pueden:
- Lanzar las llamadas de socorro, urgencia y seguridad de forma general;
- Recibir acuse de recibo solo de su propia llamada de socorro.

Son útiles para equipos VHF portátiles con canal 16 que se llevan al abandonar la embarcación.

## Frecuencias de llamada en la llamada selectiva digital
| Zonas SMDSM 1999                              | Frecuencias de llamada en LSD           |
| --------------------------------------------- | --------------------------------------- |
| Zona A1.                                      | canal 70 (156,525 MHz)                  |
| Zona A2.                                      | 2187,5 kHz                              |
| Zona A3.                                      | 1645,5 à 1646,5 MHz Inmarsat B ou C.    |
| Zona A4 y Zona A3 sin servicio Inmarsat B o C | 4207,5 kHz Suplementaria a 8 414,5 kHz  |
| Zona A4 y Zona A3 sin servicio Inmarsat B o C | 6312 kHz Suplementaria a 8 414,5 kHz    |
| Zona A4 y Zona A3 sin servicio Inmarsat B o C | 8414,5 kHz                              |
| Zona A4 y Zona A3 sin servicio Inmarsat B o C | 12557 kHz Suplementaria a 8 414,5 kHz   |
| Zona A4 y Zona A3 sin servicio Inmarsat B o C | 16804,5 kHz Suplementaria a 8 414,5 kHz |
| Todas las Zonas hacia los satélites           | 406 à 406,1 MHz radiobaliza (RLS)       |

## Funcionamiento
DSC fue desarrollado para reemplazar los antiguos procedimientos de llamada. Debido a que la señal LSD es estable emplea un ancho de banda estrecha y el receptor no emplea supresor de ruido, tiene un alcance mayor que las señales analógicas, de hasta un 25 por ciento más y es de manera significativa más rápido. Los radios con DSC se programan con la identidad del servicio móvil marítimo (MMSI) y puede ser conectado al Sistema de Posicionamiento Global (GPS), que permite que el aparato transmita qué hora es y dónde está. Esto permite que la señal de socorro se envíe muy rápidamente y facilita la identificación de la emergencia.
A menudo, los barcos utilizan por separado sistemas de control LSD de VHF y MF / HF. Para VHF, LSD tiene su propia receptor para el seguimiento de Canal 70, pero utiliza el transceptor principal VHF para la transmisión. No obstante, para el usuario, todo se presenta como una sola unidad. Los dispositivos MF / HF de LSD mantienen escucha de mensajes de emergencia, urgencia y seguridad en múltiples canales: 2, 4, 6, 8, 12 y 16 MHz. Como mínimo, se deben vigilar los canales 2187,5 kHz, 8414,5 kHz y un canal más.

## Socorro
Cuando se envía una señal de socorro, el dispositivo LSD, como mínimo, debe incluir el número MMSI de la nave. También se incluyen la coordenadas (si el transmisor cuenta con ellas) y, si es necesario, el canal elegido para los siguientes mensajes radiotelefonía o radiotélex. La señal de socorro puede ser enviada ya sea como un intento de frecuencia única o de multi-frecuencia. En el primer caso, una señal de socorro se envía en una banda y el sistema espera durante cuatro minutos la recepción de un reconocimiento DSC de una estación costera. Si no se recibe, se repetirá la alerta de socorro hasta cinco veces. En un intento de multi-frecuencia, la señal de socorro se envía en el MF y todas las frecuencias de socorro de HF, a su vez. Esto requiere resintonizar la antena para cada envío, sin esperar un acuse de recibo. Un intento de multi-frecuencia se debe hacer solamente si quedan unos pocos minutos hasta que las baterías de la nave están bajo el agua. A medida que el mensaje de socorro se envía en una de las bandas, muchos barcos y estaciones costeras puede estar escuchando otras bandas, y después de cinco minutos realizar retransmisión de la señal de socorro a una estación costera.
Las llamadas de socorro puede ser designado y no designado. Este último permite que alguna de las diez denominaciones pre-definidas se envíen junto con la señal de socorro. Estas son "abandono del barco", "incendio o explosión", "inundación", "colisión", "encalladura", "escorado, en peligro de zozobra", "naufragio", "sin gobierno y a la deriva ", "piratería", "hombre al agua" y "peligro no definido". Para evitar falsos alertas de socorro, los botones de socorro suelen tener cubiertas protectoras, a menudo con una tapa de resorte que obliga a emplear ambas manos al mismo tiempo. Alternativamente, algunos dispositivos tienen un sistema con dos botones. Los operadores están obligados a cancelar alertas de socorro falsamente enviadas con una transmisión en el canal designado por la señal de socorro.
Las estaciones costeras que recibe una alerta de socorro DSC enviará inmediatamente un acuse de recibo. El dispositivo emisor entonces dejar de repetir la alerta, y sintoniza el canal designado por el mensaje de socorro para las comunicaciones posteriores. Los buques que recibieron una alerta de socorro pero que se encuentran fuera del rango de estación costera o no recibe un acuse de recibo, están obligados a retransmitir la alerta de socorro por cualquier medio a la tierra.

## Otras prioridades
Dispositivos de Clase A, que se utilizan en los buques comerciales, tienen la capacidad de enviar socorro, de retransmisión de socorro, urgencia, todos los buques, todos la seguridad de los buques, individual, de grupo, área geográfica y las alertas telefónicas. Los dispositivos de Clase D, que se utiliza para la mayoría de los buques de recreo, puede enviar socorro, urgencia, todos los buques, todos los barcos de seguridad e individual en los canales 06, 08, 72 y 77. Este último solo se requiere tener una antena y no se requiere por lo tanto para ver el canal 70 cuando está en uso. Para las alertas de rutina, que se utilizan para establecer comunicación con otra estación en un canal de trabajo, el receptor reconoce para confirmar que la comunicación se puede hacer en el canal apropiado.